# William Cagney
William Jerome Cagney (* 26. März 1905 in New York City; † 3. Januar 1988 in Newport Beach, Kalifornien) war ein US-amerikanischer Schauspieler und Filmproduzent.

## Leben
William Cagney kam 1905 als Sohn der aus Norwegen stammenden Carolyn Elizabeth (geb. Nelson, 1877–1945) und des irischstämmigen James Francis Cagney (1875–1918) in New York zur Welt. Über seinen sechs Jahre älteren Bruder, den Schauspieler James Cagney, stieg auch William, der seinem Bruder sehr ähnlich sah, ins Filmgeschäft ein. So spielte er ab 1933 kleine Nebenrollen in Filmen von Warner Brothers. Zeitweilig war er auch als Talentsucher tätig. Ab 1940 fungierte er mehrfach als Produzent der Filme seines berühmten Bruders, den er gleichzeitig auch managte. Auch die gemeinsame jüngere Schwester Jeanne Cagney stieg um 1940 ins Filmgeschäft ein.
Im Jahr 1942 gründete er seine eigene kleine Produktionsfirma, William Cagney Productions, die seinem Bruder bei der Realisierung seiner Filmprojekte mehr künstlerischen Freiraum ließ. Als Koproduzent von Yankee Doodle Dandy erhielt er 1943 zusammen mit Jack L. Warner und Hal B. Wallis eine Oscar-Nominierung in der Kategorie Bester Film. Der Revuefilm mit einem tanzenden James Cagney unterlag jedoch dem Kriegsdrama Mrs. Miniver. In dem Film noir Den Morgen wirst du nicht erleben (1950) trat William in einer kleinen Rolle als James’ Bruder auf. 1965 zog sich William Cagney aus dem Filmgeschäft zurück. Später betätigte er sich als Immobilieninvestor.
Mit seiner ersten Frau Boots Mallory, mit der er von 1933 bis 1946 verheiratet war, adoptierte Cagney die Zwillinge Jill und Stephen. Aus der Ehe mit seiner zweiten Frau Nadine Crumney Parker, die von 1951 bis 1954 währte, ging sein Sohn William Jr. hervor. Cagney starb 1988 im Alter von 82 Jahren in Newport Beach, Kalifornien, an einem Herzinfarkt. Sein Grab befindet sich im Pacific View Memorial Park in Corona del Mar.

## Filmografie (Auswahl)
Schauspieler
- 1933: Ace of Aces
- 1934: Palooka
- 1934: Lost in the Stratosphere
- 1934: Flirting with Danger
- 1935: Stolen Harmony

Produktion
- 1940: Tropische Zone (Torrid Zone) – Regie: William Keighley
- 1940: Im Taumel der Weltstadt (City for Conquest) – Regie: Anatole Litvak
- 1941: Schönste der Stadt (The Strawberry Blonde) – Regie: Raoul Walsh
- 1941: Die Braut kam per Nachnahme (The Bride Came C.O.D.) – Regie: William Keighley
- 1942: Helden der Lüfte (Captains of the Clouds) – Regie: Michael Curtiz
- 1942: Yankee Doodle Dandy – Regie: Michael Curtiz
- 1943: Johnny Come Lately – Regie: William K. Howard
- 1945: Spionage in Fernost (Blood on the Sun) – Regie: Frank Lloyd
- 1948: The Time of Your Life – Regie: H. C. Potter
- 1950: Den Morgen wirst du nicht erleben (Kiss Tomorrow Goodbye) – Regie: Gordon Douglas
- 1951: Bis zum letzten Atemzug (Only the Valiant) – Regie: Gordon Douglas
- 1952: Die schwarzen Reiter von Dakota (Bugles in the Afternoon) – Regie: Roy Rowland
- 1953: A Lion Is in the Streets – Regie: Raoul Walsh

## Auszeichnungen
- 1943: Nominierung für den Oscar in der Kategorie Bester Film (zusammen mit Jack L. Warner und Hal B. Wallis) für Yankee Doodle Dandy